# Carter Coughlin
Carter Coughlin (Eden Prairie, Minnesota, 21 de julio de 1997) es un jugador profesional estadounidense de fútbol americano que se desempeña en la posición de linebacker en New York Giants, equipo de la National Football League (NFL).

## Carrera
Fue seleccionado en la séptima ronda en la Reunión Anual de Selección de Jugadores de la NFL de 2020. Hizo su debut profesional con el equipo New York Giants, donde lleva jugando cuatro temporadas.